# Ol'ga Serjabkina
Ol'ga Jur'evna Serjabkina, nota anche con lo pseudonimo Molly (in russo Ольга Юрьевна Серябкина?; Mosca, 12 aprile 1985), è una cantautrice e ballerina russa.
Ha fatto parte, dal 2006 al 2019, del gruppo pop femminile Serebro, con il quale ha partecipato all'Eurovision Song Contest 2007.

## Biografia
Nata a Mosca, ha vissuto i primi 3 anni di vita in Vietnam per poi fare ritorno con la famiglia nella capitale russa dove è cresciuta nel quartiere di Taganka. Il padre, Jurij,  era un militare mentre la madre, Ljudmila, è ingegnere; ha un fratello maggiore laureato in informatica.
Ha iniziato a studiare ballo all'età di 7 anni e a 17 anni ha ottenuto il rango di candidato Maestro dello Sport della Russia nel ballo da sala. Si è diplomata in una scuola d'Arte, dove ha potuto studiare canto e nel 2006 si è laureata in Traduzione (inglese e tedesco) alla facoltà di Linguistica dell'Istituto di Diritto Internazionale ed Economia Griboedov (ИМПЭ) di Mosca.
Dal 2004 al 2006 ha lavorato come corista e ballerina per il cantante russo Iraklij e lascia per unirsi al gruppo in formazione delle Serebro su proposta dell'amica Elena Temnikova. Nel 2014 inizia un progetto solista, parallelo all'impegno con le Serebro, con lo pseudonimo di Holy Molly.
Nel 2017 pubblica un libro di poesie intitolato Tysjača M (Mille M), in cui parla per la prima volta della perdita del padre, la cui morte è avvenuta quando la cantante aveva 19 anni e di una relazione con una donna avvenuta durante l'adolescenza, per questo motivo il libro è stato pubblicato con il contrassegno + 18 in base alla legge russa del divieto di propaganda omosessuale nei confronti dei minorenni.
Il 9 ottobre 2018 Ol'ga Serjabkina annuncia la sua uscita dal gruppo delle Serebro, a partire da febbraio 2019, per dedicarsi solamente alla carriera solista con lo pseudonimo di Molly.
Il 4 aprile 2019 esce il primo album da solista della cantante: Kosatka v nebe, letteralmente traducibile come Un'orca nel cielo.
Nel 2020 prosegue la carriera solista utilizzando il suo nome di battesimo e dichiarando che non avrebbe più usato pseudonimi. Il 1º maggio dello stesso anno esce l'EP Pričiny, traducibile come Motivi.
Nel 2022 esce il suo secondo album in studio, Sinij cvet tvoej ljubvi, ossia Il colore blu del tuo amore.

## Vita privata

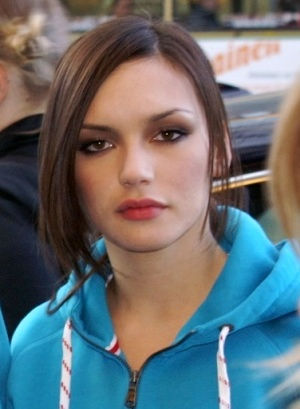
Olga ad Helsinki nel 2007.

Nell'ottobre del 2020 si è sposata in Austria con Georgy Nachkebia, 32enne uomo d'affari di origine georgiana ma nato a Vienna. La coppia si è conosciuta quando Olga faceva parte del gruppo delle Serebro, per poi legarsi sentimentalmente nel 2019.
La coppia ha un figlio, Luca, nato a Mosca il 20 novembre 2021.

## Discografia

### Album in studio
- 2019 – Kosatka v nebe
- 2022 – Sinij cvet tvoej ljubvi

### EP
- 2020 – Pričiny
- 2022 – Zimnij
- 2025 – EP vesna

### Singoli
- 2014 – Kill Me All Night Long (feat. DJ M.E.G.)
- 2015 – Holy Molly
- 2015 – My mečtali o scene
- 2015 – For Ma Ma
- 2015 – Zoom
- 2016 – Ja prosto ljublju tebja
- 2016 – Style
- 2017 – Esli ty menja ne ljubiš' (feat. Egor Krid)
- 2017 – Fire
- 2017 – Ėto ne mesjačnye
- 2017 – Mne nravitsja (feat. Big Russian Boss)
- 2017 – P'janaja
- 2018 – Backfire (feat. Maksim Svoboda)
- 2018 – Under My Skin
- 2018 – Rassypaja serebro (feat. Maksim Fadeev)
- 2018 – Potomu čto ljubov'
- 2019 – Ne plaču
- 2019 – Krasivyj mal'čik
- 2019 – Opalënnye solncem
- 2019 – Polugovye
- 2019 – Ne bojsja
- 2020 – Čto že ty nadelal
- 2020 – Pod vodoj
- 2020 – Delaj gromče
- 2020 – Sputniki
- 2020 – On ne pridët
- 2020 – Tet-a-tet
- 2020 – Ne stydno
- 2020 – Flashback
- 2020 – Zodiac
- 2021 – Pleasure (feat. Sedrik Gasaida)
- 2021 – Ėto Love
- 2021 – Prestuplenie (feat. Simptom)
- 2021 – Holodno
- 2022 – Sinij cvet tvoej ljubvi
- 2022 – Byvšie
- 2022 – Djadja Gena
- 2022 – Ėta zima
- 2023 – Odinočka
- 2023 – Ne zabyla
- 2023 – Načnëm vsë snačala
- 2024 – Ėto po ljubvi
- 2024 – Staršij lejtenant
- 2024 – Supergeroj (con DJ Smash)
- 2024 – Po ulicam (con Costa Lacoste)
- 2024 – Byvalo i lučše
- 2024 – Govorila ja tebe
- 2025 – Veter dorog (con Basta)

### Serebro
- 2009 – OpiumRoz
- 2012 – Mama Lover
- 2016 – Sila trëch

## Filmografia

### Cinema
- Il giorno più bello (Samyj lučšij den'), regia di Žora Kryžovnikov (2015)

### Videoclip
- Mulatka, Dima Bilan (2004)